# ポンテ・ペルレ
ポンテ・ペルレ（Ponte Perle）は、神戸市で行われる震災関連イベントの一つで、神戸出発のクラシックカーのパレードである。名称の「ポンテ・ペルレ」とは明石海峡大橋の愛称である「パールブリッジ」のイタリア語訳である。
1999年、震災からの復興を示すため始まった。当時のルートは、六甲アイランドを出発し、明石海峡大橋を往復し、TIサーキットを周り、六甲アイランドに戻るものであった。
2005年のコースは兵庫県、岡山県、香川県、徳島県の4県にまたがる。